# Liste des seigneurs de Montfaucon
 (mars 2025).
Si vous disposez d'ouvrages ou d'articles de référence ou si vous connaissez des sites web de qualité traitant du thème abordé ici, merci de compléter l'article en donnant les références utiles à sa vérifiabilité et en les liant à la section « Notes et références ».
Pour les articles homonymes, voir Montfaucon.
La seigneurie de Montfaucon, au Moyen Âge, était à l'origine vassale du comté de Bourgogne (actuelle Franche-Comté) et dépendait de l'archevêché de Besançon.
Elle fut possédée pendant toute son histoire par l'importante famille de Montfaucon qui posséda aussi le comté de Montbéliard, puis comme ce dernier passa par mariage à la famille princière de Wurtemberg, créant ainsi la branche de Wurtemberg-Montbéliard.

## Seigneurs de Montfaucon
- XIe siècle : Conon de Montfaucon
- XIe siècle : Richard Ier de Montfaucon, fils du précédent.
- 10??-1110 : Amédée Ier de Montfaucon, fils du précédent.
- 1110-1162 : Richard II de Montfaucon, fils du précédent.

Richard II ayant épousé Sophie de Montbéliard, fille du comte Thierry II de Montbéliard, c'est son fils Amédée II  qui devient comte de Montbéliard à la mort de ce dernier en janvier 1163. Les seigneurs de Montfaucon sont dès lors les comtes de Montbéliard.

## Seigneurs de Montfaucon, comtes de Montbéliard

comtes de Montbéliard de la maison de Montfaucon.

- 1162-1195 : Amédée II de Montfaucon - Comte de Montbéliard de 1163 à 1195 et Seigneur de Montfaucon à partir de 1162, (fils du précédent).
- 1195-1230 : Richard III de Montfaucon - Comte de Montbéliard et Seigneur de Montfaucon (fils du précédent). Le comté de Montbéliard passe à son fils aîné  Thierry III de Montbéliard.

## Seigneurs de Montfaucon
- 1230-1280 : Amédée III de Montfaucon (fils du précédent).
- 1280-1305 : Jean Ier de Montfaucon (fils du précédent).
- 1305-1309 : Gauthier II de Montfaucon (frère du précédent).
- 1309-1318 : Jean II de Montfaucon (fils du précédent).

## Seigneurs de Montfaucon, comtes de Montbéliard
- 1318-1367 : Henri de Montfaucon (fils de Gauthier II de Montfaucon)- Comte de Montbéliard (par mariage) de 1339 à 1367.
- 1325-1397 : Étienne de Montfaucon - Comte de Montbéliard de 1367 à 1397 (fils du précédent).
- 1387-1444 : Henriette d'Orbe-Montfaucon - Comtesse de Montbéliard de 1367 à 1397 et Comtesse de Wurtemberg par mariage avec le comte Eberhard IV de Wurtemberg en 1407 (petite-fille du précédent).

À sa mort, la lignée se poursuit à travers son fils Louis IV de Wurtemberg, par la branche des Wurtemberg-Montbéliard, comtes de Montbéliard.